# Coe Hill
Coe Hill är en ort i Kanada.   Den ligger i provinsen Ontario, i den sydöstra delen av landet, 180 km väster om huvudstaden Ottawa. Coe Hill ligger 322 meter över havet.